# يوتا روديجر
يوتا روديجر هي طبيبة نفسية ألمانية ولدت في الرابع عشر من شهر يونيو (حزيران) لعام 1910 وتُوفيت في الثالث عشر من شهر مارس (آذار) لعام 2001 . ومن عام 1937 حتى عام 1945 كانت رئيسة إتحاد الفتيات الألمانيات  وهي منظمة شبابية خاصة بالمرأة تابعة للحزب النازي.

## بداية المسيرة المهنية
وُلدت في مدينة برلين لكنها نشأت في مدينة دوسلدورف أينما كان يعمل والدها كمهندس وتم تدريبها كطبيبة نفسية. في عشرينيات القرن الماض (1920) بينما كانت تدرس في مدينة فورتسبورغ، حيث درست الطب النفسي والفلسفة وعلم الاقتصاد في جامعة فورتسبورغ،[1]، اقتنعت بالنازية وانضمت إلى اتحاد الطلاب الاشتراكي الألماني (Nationalsozialistischer Deutscher Studentenbund). عملت كطبيبة نفسية مساعدة في معهد للبحوث المهنية في دوسلدورف عام 1933 .
في عام 1932 سمعت يوتا أدولف هتلر لأول مرة يتحدث: «لقد كنا في قاعة ضخمة والجميع ينتظر وصول هتلر... حسنًا يتوجب علي القول أن كانت الأجواء مثيرة للغاية... حتي قبل عام 1933 كان ينتظره الجميع حيث وكأنه منقذ، ثم جاء واعتلى المنصة. أتذكر أن الصمت حل على الجميع وبدء هتلر يتكلم بتلك النابرة الجادة بهدوء وبطء ثم تحمس أكثر فأكثر. يجب أن أعترف بأنني لا أستطيع تذكر تمامًا ما قاله بالضبط، ولكن كان انطباعي حيال ذلك الأمر أن: إن هذا الرجل لا يفكر في مصلحته الشخصية أبدًا بل كل ما يشغل تفكيره هو كيف يساعد الشعب الألماني.» [2] . كما أنها أصبحت نشطة في قيادة اتحاد الفتيات الألمانيات الذي تم تأسيسه عام 1930 كفتيات مساعدات لشباب هتلر فقط وقد نمى هذا الاتحاد سريعًا بعدما تولى النازيون السلطة في شهر يناير عام 1933 . وفي عام 1935 تولت قيادة اتحاد الفتيات الألمانيات في الرور وهي منطقة أسفل الراين. وفي شهر نوفمبر (تشرين الثاني) لعام 1937 انضمت إلى الحزب النازي وفي الوقت ذاته أصبحت قائدة اتحاد الفتيات الألمانيات خليفة لترود موهر التي وقفًا للسياسة النازية تركت المنصب بسبب زواجها.

## الحياة المهنية في الرايخ
كزعيمة لاتحاد الفتيات الألمانيات فقد كانت روديجر متحدثة للاتحاد، وهذا يعني أن منصبها بشكل عام كان تابعًا لقائد شباب هتلر بالدور فون شيراخ (وكذلك خليفته ارتور اكسمان بداية من عام 1940). وذلك يتفق تمامًا مع السياسة النازية حيث يجب أن تكون النساء ومنظماتهن تابعات لقيادة الرجال. كما أن شيراخ كان متحمسًا وحريصًا على ألا يصبح اتحاد الفتيات الألمانيات مستقلًا أو تحت سيادة منظمة النسائية نازية التي زعيمتها جيرترود شولتز كلينك والتي اعتبرها منافسة.
في عام 1936 أصبح الالتحاق باتحاد الفتيات الألمانيات إلزاميًا للفتيات الاتي يتراوح عمرهن بين العاشرة والثمانية عشرة عام، حيث في عام 1936 تم تعزيز القانون ولكن لم تكن العضوية عالمية كما عضوية شباب هتلر. كان الهدف الأساسي من شباب هتلر هو تدريب الشباب ليتم تجنيدهم في القوات المسلحة ولكن لم يكن في مقدور العقيدة النازية تخيل امرأة حاملة سلاح، حيث كان مصير فتيات الاتحاد أن يكن زوجات للرجال النازيين وإنجاب العديد من الأطفال لزيادة قوة العرق الآري.
ووقفًا لقول الطبيبة روديجر التي كانت زعيمة اتحاد الفتيات الألمانيات عام 1937:
كانت مهمة فتيات الاتحاد هي ادخال فتياتنا كحامل الشعلة إلى العالم الاشتراكي الوطني، فنحن نحتاج إلى فتيات لديهن انسجام بين اجسادهن وأرواحهن. فيمثلن الخلق الجمالي الإلهي من خلال اجسامهن الصحية وعقولهن المتزنة. فنحن نريد أن ننشأ فتيات يؤمنن بألمانيا وزعيمنا ويرسخن هذه المعتقدات في أولادهن في المستقبل.
غير أنه بحلول عام 1941 وجود نقص حاد في العاملة في ألمانيا حيث كان يتوجب على الرجال الذهاب إلى الجبهة كما أن فتيات الاتحاد أُجبرن على العمل بشكل إلزامي سواء في المزارع أو مصانع الذخيرة، أما عن الفتيات الاتي ينتمون للطبقة العليا أو المتوسطة فيقومن بالأعمال الإدارية المكتبية. وترأست روديجر الملاين من القوة العاملة النسائية ووجهتهن كما تطلب الوزارات الاقتصادية إلى العمل لسعات إضافية.
بداية من عام 1943 وما بعده زود اتحاد فتيات ألمانيا آلاف الفتيات ببطاريات مضادة للطائرات والعمل كدفاع جوي لحماية المدن الألمانية.فهذا ما كان الأقرب للنظام النازي أن يسمح للفتيات الشبات أن يقاتلن. فالفتيات الاتي كن يبلغن ثلاث عشرة سنة كن يستخدمن مضادات الطائرات ويسقطن طائرات الحلفاء. وقد قتل الكثير منهن عندما كانت تصطدم البطاريات مع فنابل أو مدافع رشاش جنود الحلفاء. وفي الأيام الأخيرة أثناء الحرب حارب فتيات اتحاد ألمانيا مع شباب هتلر ضد غرو الحلفاء جانبًا إلى جنب، وذلك الأمر لم يكن للنظام أن يصرح به رسميًا أبدًا وبالتالي فقد تم إدانة روديجر بعد الحرب لسماحها بذلك الأمر.

## الاعتقال وأواخر حياتها
اعتقل جنود القوات الأمريكية روديجر في عام 1945 وقضت سنتين ونصف في الاحتجاز حيث لم يتم إدانتها بأية تهم محددة ولم يتم عرضها أمام المحكمة. عندما أُطلق سراحها عادت مرة أخري لعملها كطبيبة نفسية لطب الأطفال في مدينة دوسلدورف. ووفقًا للمؤرخين الحديثين فقالوا «إنها لا تزال غير مُعاد تأسيسها مع النظام النازي». وصرحت في مقابلة عام 2000 قائلة: «إن النظام النازي لا يمكن أن يُعاد، فيمكن للمرء تبني معتقدات اعتنقناها كالصداقة والاستعداد لدعم بعضنا البعض والشجاعة والانضباط النفسي وعدم خسارة الشرف والولاء. علاوة على ذلك فيتوجب على كل شاب أن يجد طريقه وحده.» تُوفيت عام 2001 في باد رايشنهال في بافاريا، وعقب موقع الكتروني تابع للنازيون جدد قائلًا: «في الثالث عشر من شهر مارس تُوفيت الطبيبة يوتا روديجر، والتي كانت من أسمى قائدات الاتحاد الفتيات الألمانيات (النسخة النسائية من شباب هتلر) وظلت طوال حياتها رفيقًا مخلصًا».

## مؤلفاتها
- Der Bund Deutscher Mädel in der Hitler-Jugend. Idee und Gestalt. Berlin 1934.
- Der Bund Deutscher Mädel. Eine Richtigstellung. ASKANIA Verlagsgesellschaft mbH Lindhorst, 1984, ISBN 3-921730-14-7
- Die Hitler-Jugend und ihr Selbstverständnis im Spiegel ihrer Aufgabengebiete. Verlag Siegfried Bublies, Schnellbach 1998, ISBN 3-926584-38-6
- Ein Leben für die Jugend : Mädelführerin im Dritten Reich, Deutsche Verlagsgesellschaft, Preußisch Oldendorf 1999 ISBN 3-920722-58-2

## قائمة المراجع
1-Jutta Rüdiger Der Bund Deutscher Mädel: eine Richtigstellung, Lindhorst: Askania
https://trove.nla.gov.au/work/19294475?selectedversion=NBD3956444
2- http://spartacus-educational.com/Jutta_Rudiger.htm
3-Der Bund Deutscher Mädel in Dokumenten: Materialsammlung zur Richtigstellung; Hrsg.: Arbeitsgemeinschaft für Jugendforschung GBR, Lindhorst. Zsgest. von Jutta Rüdiger. Lindhorst: Askania ISBN 3-921730-15-5

## وصلات خارجية
الادب عن ومن يوتا روديجر https://portal.dnb.de/opac.htm?method=simpleSearch&query=119288141